# Rede por micro-ondas
As redes por micro-ondas são um tipo de meio de transmissão de dados não guiados de frequência extremamente alta muito usado na comunicação telefônica entre grandes distâncias.

## Enlace de micro-ondas
- É possível fazer a ligação entre duas redes usando ligação ponto a ponto sem fio, isto é, esta ligação funciona como se fosse um fio conectado a duas redes, usando-se de duas antenas direcionais, uma em cada rede. Assim as ondas de rádio são transmitidas focadas no receptor e não "espalhadas" por uma região. Esse tipo de ligação é conhecido como enlace (ou link) de microondas e normalmente utiliza faixas de frequência de 2,4GHz e de 5GHz.
- As antenas precisam estar perfeitamente alinhadas e portanto, só funciona para comunicação em linha reta, sem obstáculos.
- O alcance máximo vai depender do ganho das antenas usadas. Sendo possível adicionas antenas para aumentar o alcance da conexão, ou para mudar a direção da transmissão.
- Esse tipo de sistema era bastante utilizado para conectar redes de uma mesma empresa antes de a internet existir, pois é bem mais barato que fazer a mesma ligação usando cabos ou alugando linhas de transmissão privadas. Com a internet passou a ser possível conectar duas redes de uma mesma empresa, através de um recurso chamado VPN, Virtual Private Network, para a criptografia de dados, o que é mais simples e mais barato de ser implementado do que um enlace de microondas, muito embora o enlace de microondas seja mais seguro, já que, para capturar dados transmitidos, um hacker teria que instalar uma antena no meio da conexão entre duas antenas.

## Micro-ondas de banda estreita
- Operam em frequências de microondas, mas não usam amplo espectro;
- Alguns produtos operam em frequência que exigem licenciamento FCC, enquanto outros usam bandas ISM não licenciadas;
- Velocidade de dados(Mbps): 10 a 20;
- Técnica de Modulação: FKS / QPSK;

## Micro-ondas terrestres
- Atuam com frequência entre 3GHz e 40GHz;
- Transmissão em linha reta;
- Utilizam antenas parabólicas;
- Possuem débitos de transmissão elevados, na ordem das centenas de Mbit/s;
- Repetidores entre 10 e 100 km;
- Aplicações: serviços de telecomunicação de longa distância (voz, televisão);
- Alternativa FO e coaxial;
- Usa menos repetidores que coaxial na mesma distância;
- Sofre interferência da chuva principalmente quando possui frequência acima de 10GHz;
- Quanto maior a frequência mais ocorrerá perda e será mais barato.

## Micro-ondas por satélite
- Utilizam satélites geostacionários com órbita de, aproximadamente, 36 000 km da superfície da Terra;
- O satélite recebe o sinal em uma frequência e retransmite em outra;
- Espaço entre os satélites.